# Anne Christensdotter
Anne Christensdotter, känd som “Herlufs Anne”, född 1582, död 19 juni 1632, var en norsk kvinna som avrättades för häxeri i Bergen i Norge. Hon tillhör de mer kända offren för häxjakten i Norge. 
Hennes föräldrar anges inte utöver att hon ska ha varit av borgerlig familj. Hon gifte sig 1598 med köpmannen Herluf Lauritsson (död 1630) och sedan med borgaren Jens Jensen Varbjerg. Hon tillhörde det välmående borgerskapet i Bergen. 
I maj 1632 åtalades tjänsteflickan Ragnhild för att ha förtrollat borgmästare Rasmus Lauritssons fiskeskuta till att förlisa. Under tortyr angav hon Anne Christensdotter som den skyldiga. Hon greps och fängslades på Bergenhus fästning. Många personer vittnade mot henne. Hon dömdes till att brännas på bål, och underkastades efter domen tortyr. Under tortyr angav hon fogdens fru Birgitte Hansdotter som medbrottsling. Hon avled i fängelset under tortyr. Det uppges att fogden Laurits Markvardsson, vars fru hon angett, såg till att hon avled i fängelset. 
Efter hennes död brändes hennes lik naket på bål. Den 12 november 1632 gav kungen länsherren Jens Juel en reprimand för att “Anne Herlufs skal med ulovligen og utilbørligen pinsel og medfart være tvungen til at utlægge byfogdens hustru”. 
Åtalet mot Anne Christensdotter demonstrerar att inte endast fattiga personer åtalades för häxeri. Hon var en av 23 dokumenterade häxprocesser som ägde rum i Bergen 1560-1710, men på grund av att större delen av arkivet har gått förlorat, förmodas de allra flesta processerna som ägt rum i Bergen helt enkelt inte längre vara dokumenterade. 